# Maarten Arens
Maarten Johannes Arens (ur. 20 maja 1972) – holenderski judoka. Olimpijczyk z Sydney 2000, gdzie zajął dziewiąte miejsce w wadze półśredniej.
Siódmy na mistrzostwach świata w 1999; uczestnik zawodów w 1995 i 2001. Startował w Pucharze Świata w latach 1993, 1995–2001. Mistrz Europy w 1995 i drugi w 1999 roku.

## Letnie Igrzyska Olimpijskie 2000
| Konkurencja | Rundy eliminacyjne    | Repasaże                | Repasaże             | Klas. końcowa |
| Konkurencja | 1/16                  | Przeciwnik I            | Przeciwnik II        | Miejsce       |
| ----------- | --------------------- | ----------------------- | -------------------- | ------------- |
| 81 kg       | Djamel Bouras (FRA) P | Gabriel Arteaga (CUB) Z | Kwak Ok-chol (PRK) P | 9.            |